# Cassinia arcuata
Cassinia arcuata là một loài thực vật có hoa trong họ Cúc. Loài này được R.Br. mô tả khoa học đầu tiên năm 1817.